# Cantó de Moncontour (Costes del Nord)
El cantó de Moncontour (bretó Kanton Monkontour) és una divisió administrativa francesa situat al departament de Costes del Nord a la regió de Bretanya.

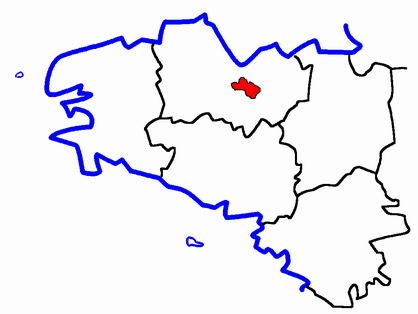
Situació del cantó

## Composició
El cantó aplega 10 municipis:
| Nom bretó          | Nom francès   | Nom gal·ló         |
| Brehant-Monkontour | Bréhand       | Berhaund-Moncontór |
| Henon              | Hénon         | Hénon              |
| Monkontour         | Moncontour    | ---                |
| Pengilli           | Penguily      | Pengili            |
| Kesoue             | Quessoy       | ---                |
| Sant-Kareg         | Saint-Carreuc | Saent-Caroec       |
| Sant-Glenn         | Saint-Glen    | Saent-Glen         |
| Sant-Rivoued       | Saint-Trimoël |                    |
| Trebrid            | Trébry        | Trébrit            |
| Trezeniel          | Trédaniel     | ---                |

## Història
| Data d'elecció                           | Identitat           | Partit | Qualitat              |
| ---------------------------------------- | ------------------- | ------ | --------------------- |
| març 2004                                | Jean-Jacques Bizien | PS     | Alcalde de Moncontour |
| les dades anteriors no són pas conegudes |                     |        |                       |
|                                          |                     |        |                       |